# Stewart Brand

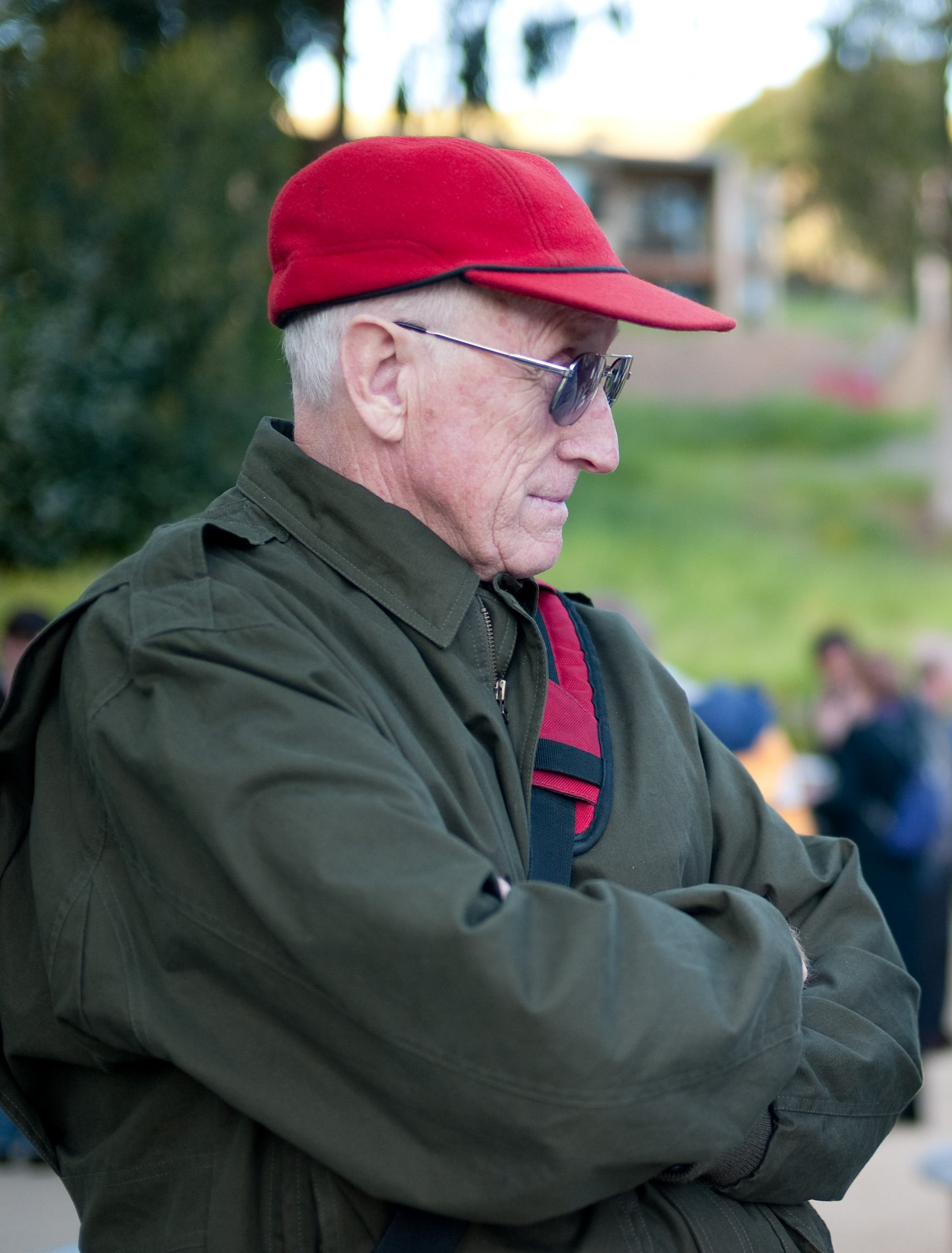
Stewart Brand.

Stewart Brand (Rockford (Illinois), 14 de diciembre de 1938 (86 años) es un autor, editor y creador de las publicaciones Whole Earth Catalog y CoEvolution Quarterly, así como fundador de la comunidad virtual WELL.
Brand es más conocido por el Whole Earth Catalog, una antología de herramientas, textos e información de interés, ante todo, para los hippies. Este catálogo intentaba catalizar la aparición de un mundo de poder privado[cita requerida] mediante la creación de tecnología fácil de usar y al alcance de aquellas personas ansiosas por crear comunidades sostenibles. Brand fundó una serie de organizaciones "de buenas intenciones", entre las que se incluye la WELL, o Whole Earth 'Lectronic Link (una de las primeras comunidades en línea); la Global Business Network (una empresa futurista de asesoramiento); y la Long Now Foundation (dedicada a apoyar las ideas a largo plazo). Es autor de diversos libros y artículos, que van desde los psicodélicos rituales de los nativos americanos hasta análisis de sistemas de “las construcciones de la época”. Actualmente él y su esposa viven en un remolcador en Sausalito, California.

## Vida y obra
Durante su infancia, su padre pensaba que la escuela no estimularía la mente independiente y creativa de Stewart, de modo que la respuesta de sus padres fue enviarlo a la Phillips Exeter Academy. Después continuó estudiando biología en la universidad de Stanford y se graduó en 1960. Fue paracaidista y aprendió técnicas de infantería en el ejército norteamericano. Más tarde declaró que sus experiencias en el ejército fomentaron sus aptitudes organizativas. En el año 1962, civil de nuevo, estudió diseño en el San Francisco Art Institute, fotografía en el San Francisco State College, y fue participante de un estudio legítimo de la entonces permitida droga LSD, en Menlo Park. 
Brand ha vivido en California desde entonces. Stewart Brand está casado con Lois Jennings, matemática canadiense nativa originaria. Mediante becas y numerosas visitas a reservas de pueblos originarios norteamericanos, el artista y biólogo Brand, se ha familiarizado con los nativos americanos del oeste. Los nativos americanos han seguido siendo de gran interés cultural para él, un interés que ha resurgido de diversos modos en los trabajos de Brand a lo largo de los años. 
A mediados de los años 60 en asociación a Ken Kesey y su grupo, los Merry Pranksters produjeron en San Francisco el Trips Festival, un esfuerzo pionero en reunir la música rock con espectáculo de luces en el escenario. Tom Wolfe describe a Brand en el inicio de su novela, The Electric Kool-Aid Acid Test.

### Campaña por la imagen de la Tierra
En 1966 Brand inició una campaña para que la NASA hiciera pública la entonces desconocida imagen de la Tierra entera vista desde un satélite, tal y como se ve desde el espacio. Creó pines con la leyenda "¿por qué no hemos visto la imagen de la Tierra completa todavía?", y los vendía a 25 centavos de dólar. Creía que la imagen de nuestro planeta podría ser un símbolo poderoso. La fotografía había sido tomada por un astronauta de la NASA en 1968, y desde 1970, el día de la Tierra comenzó a celebrarse el 22 de abril. 
En una entrevista en 2003 Brand explicó que la imagen “daba la impresión de que la Tierra es una isla rodeada por un enorme espacio inhóspito. Y es tan gráfico, ese icono con un poquito de azul, blanco, verde y marrón entre un vacío negro tan monótono”. Durante su campaña por la fotografía de la Tierra, Brand conoció a Richard Buckminster Fuller, quien se ofreció para ayudarle en sus proyectos.

### Douglas Engelbart
A finales de 1968 Brand ayudó al ingeniero eléctrico Douglas Engelbart en The Mother of All Demos, una famosa presentación de tecnologías revolucionarias para los ordenadores (incluyendo el hipertexto, el correo electrónico y el ratón) para la Fall Joint Computer Conference de San Francisco. 
Brand pensaba que dado el conocimiento necesario, la información, y los medios, los seres humanos podrían reorganizar el mundo que ellos mismos habían creado (y que estaban creando) en algo sostenible desde el punto de vista social y ambiental. El hecho de que tuviera amigos obreros, diseñadores e ingenieros influyó seguramente en su razonamiento. 

### La creación del Whole Earth Catalog
Durante los años 60 y los tempranos 70s, 10 millones de estadounidenses estaban viviendo en comunidades. En 1968, usando la composición tipográfica y las herramientas del diseño de página más básicas, él y su equipo crearon la primera edición, el número uno del Whole Earth Catalog, con el significativo subtítulo "acceso a las herramientas". Este primer gran catálogo y sus sucesores a finales de los 70, consideraban que un gran número de cosas eran “herramientas” útiles: los libros, mapas, herramientas de jardín, la ropa especializada, las herramientas de carpintería , albañilería y silvicultura, el equipamiento para soldar, los primeros sintetizadores y los ordenadores personales; la lista era amplia y casi interminable. Brand invitaba a los expertos en campos específicos a hacer “estudios” de los mejores de estos artículos, como si estuvieran escribiendo una carta a algún amigo. La información permitía saber, además, dónde se podían localizar o comprar estos artículos. La publicación del catálogo coincidía con la gran ola de experimentalismo, con la ruptura de lo convencional y con la actitud del “hazlo tú mismo” asociada a la contracultura de los años 60. 
La influencia de estos catálogos Whole Earth se expandió en el movimiento rural “back-to-the-land” (retorno a la tierra) de los años 70 y los movimientos comunitarios de muchas ciudades de los EE. UU., Canadá y de otros lugares más lejanos. Una edición de 1972 vendió 1,5 millones de copias y en los EE. UU. ganó el prestigioso National Book Award. Mucha gente aprendió por primera vez a través del catálogo que la producción de energías renovables era posible (por ejemplo la energía solar; la energía eólica, la energía hidráulica, la energía geotérmica).

### CoEvolution Quarterly
Con el fin de continuar con este trabajo y con la publicación de artículos completos acerca de temas específicos sobre ciencias naturales e inventos, así como sobre numerosas áreas de las artes, las ciencias sociales y asuntos contemporáneo en general, Brand creó la publicación CoEvolution Quarterly en 1974, orientada en primer lugar a personas cultas e inteligentes pero no profesionales. Brand no reveló su opinión ni la razón de su esperanza de mejor forma más que cuando publicó, en CoEvolution Quarterly #4, una transcripción de una charla del historiador tecnológico Lewis Mumford The Next Transformation of Man, (“La próxima transformación del hombre”), que contenía la frase: “El hombre tiene todavía en su interior recursos suficientes como para cambiar la dirección de la civilización moderna, por lo que no debemos pues considerar al hombre como la víctima pasiva de su irreversible desarrollo tecnológico".
El contenido de las publicaciones trimestrales a menudo se volvía futurista o abordaba temas arriesgados. Además de dar cabida a escritores desconocidos con cosas importantes que decir, Brand publicaba artículos de numerosos autores y pensadores respetados, como por ejemplo a Lewis Mumford, Howard T. Odum, Witold Rybczynski, Karl Hess, Cristóbal Swan, Orville Schell, Iván Illich, Wendell Baya, Ursula K. Guin, Gregorio Bateson, Amory Lovins, Hazel Henderson, Gary Snyder, Lynn Margulis, Eric Drexler, Gerardo K. O'Neill, Peter Calthorpe, Sim Van der Ryn, Paul Hawken, John Todd, J. Baldwin, Kevin Kelly (futuro redactor de la revista Wired ), y Prados Donella. En años posteriores, Brand fue autor y editor de una serie de libros sobre temas tan diversos como la Enseñanza de los medios de comunicación basados en computadoras, la historia de edificios, e ideas sobre colonias espaciales.
En 1977-79, Brand trabajó como “consejero especial” en la administración del Gobernador de California Jerry Brown. 

### La comunidad virtual WELL
En 1985, Brand y Larry Brilliant fundaron WELL, (Whole Earth 'Lectronic Link), una amplia comunidad en línea prototípica y amplia para participantes inteligentes e informados del mundo entero. La Computer Press Association otorgó a WELL el premio a la mejor publicación en línea en el año 1990. Casi indudablemente, las ideas que sustentaban a WELL se inspiraban en gran medida en el trabajo de Engelbart en el SRI (Stanford Research Institute).
En 1986, Brand visitó como científico el Laboratorio de Medios de comunicación del MIT (Instituto Tecnológico de Massachusetts). 
Poco después, se dedicó a organizar conferencias privadas para corporaciones tales como Royal Dutch/Shell, Volvo, and AT&T. En 1988, se hizo cofundador de la Global Business Network que explora futuros globales y las estrategias de mercado basadas en los tipos de valores y la información que Brand siempre encontró vitales. GBN se ha involucrado en la evolución y aplicación de escenarios de pensamiento, planificación y herramientas estratégicas complementarias. En otros ámbitos, Brand ha seguido perteneciendo a comisión directiva del Santa Fe Institute (fundado en 1984), una organización que se dedicó "a la formación de una comunidad científica multidisciplinaria de investigación que persigue la ciencia fronteriza". Brand ha seguido promoviendo también la preservación de las extensiones de la naturaleza salvaje.
En 1994 publicó el libro "How Buildings Learn" (Como aprenden las construcciones) que es una mirada crítica a la forma en que los arquitectos proyectan, sobrediseñando, en la línea de lo planteado por Christopher Alexander en su libro de 1979 "The Timeless Way of Building". Es un libro ameno, bien ilustrado que plantea que hay tres tipos de edificios: los edificios "Low Road" y los "High Road" que "aprenden" o evolucionan y son queribles, y los "Magazine Architecture" que son inflexibles y que apenas son entregados al usuario empiezan a demostrar su incompatibilidad con el uso para el que supuestamente fueron diseñados, además de tener techos que invariablemente se filtran y que hacen de este tipo de edificios "de autor" más odiosos aún.

### Algunas frases famosas de Stewart Brand
Algunos de los aforismos de Brand son "El reducido período de atención de la civilización no coincide con el ritmo de los problemas ambientales", "La salud ambiental requiere de paz, prosperidad y continuidad", "La tecnología puede ser buena para el  ambiente" y (quizás el más famoso) "La información quiere ser libre": 

"La información quiere ser libre. La información también quiere ser cara. La información quiere ser libre porque se ha vuelto tan barata para distribuir, copiar, y recombinarse... demasiado barata para medirla. También quiere ser cara, ya que puede ser inmensamente valiosa para el destinatario. Esa tensión no va a desaparecer. Esto nos lleva a un debate desgarrador e inagotable sobre precios, derechos de autor, propiedad intelectual, la corrección moral de la distribución casual, porque cada generación de nuevos dispositivos hace que la tensión empeore, no mejore." Pronunciado en la Conferencia de los primeros hackers, y reimpreso en el 1985 en Whole Earth Review. La cita es una elaboración de su libro, El laboratorio de medios: inventando el futuro en el MIT, que se publicó en 1987.

The Whole Earth Catalog se inició con las palabras "Somos como dioses, y también podríamos ser buenos en esto" y su libro "Disciplina de toda la tierra" comienza con "Somos como dioses y tenemos que ser buenos en esto." Brand firmaba sus mensajes en WELL con esta frase: "Eres dueño de tus propias palabras, a menos que contengan información. En ese caso, no pertenecen a nadie."

### Revive & Restore
Stewart Brand y Ryan Phelan cofundaron Revive & Restore en 2012 con la idea de aportar soluciones biotecnológicas a la conservación. Los fundadores reconocieron que las iniciativas tradicionales de conservación no eran suficientes para salvar a algunas de las especies más amenazadas del mundo y que se necesitaban nuevas tecnologías. La Long Now Foundation creó el grupo hasta 2017, cuando se convirtió en una organización 501(c)(3) independiente.